# Грачов Олександр Григорович
Олександр Григорович Грачов (рос. Александр Григорьевич Грачев) (10 березня 1949) — російський дипломат. Генеральний консул Російської Федерації в Одесі (Україна) (2008–2011).

## Біографія
Народився 1960 року. У 1988 році закінчив Московський державний інститут міжнародних відносин. Вищі дипломатичні курси МЗС РФ (2005). Володіє англійською, французькою, йоруба і африкаанс мовами.
З 1988 р працював на різних дипломатичних посадах в центральному апараті Міністерства іноземних справ СРСР та за кордоном;
У 2002–2005 рр. — очолював апарати заступників Міністра іноземних справ Росії;
З листопада 2006 по 2010 — Генеральний консул РФ в українському місті Одеса;
З березня 2011 р. — Заступник начальника Управління Адміністрації президента РФ з міжрегіональних і культурних зв'язків

## Дипломатичний ранг
- Надзвичайний і Повноважний Посланник 2 класу (2008)[2];